# 반복창
반복창(潘福昌, 1900년 ~ 1940년)은 대한민국의 일제강점기 시절 미두 시장에서 활동했던 투자자이다.

## 배경
대한민국 인천광역시 인천자유공원의 남서쪽 200미터 가량을 가면 일제강점기 시절 쌀과 콩의 가격 시세를 결정하는 미두시장이 있었다. 미두시장의 정식 명칭은 미두 취인소로 미곡의 품질과 가격의 표준화를 꾀하기 위해 설립된 기관으로 쌀과 콩을 현물 없이 10%의 증거금만 갖고 거래하던 곳이다. 미두거래란 정해진 기간에 쌀을 살 권리와 팔 권리를 사고 파는 것으로 오늘날 선물 거래에 해당된다. 미두시장에서 거래된 시세는 쌀 거래의 표준 가격이 되었다. 그러나 미두시장은 곧 투기 시장으로 변질되었다. 적은 돈으로도 쌀을 사고 파는 권리를 가질 수 있었으므로 향후 쌀이 오를 것인지 내릴 것인지 예측만 잘하면 막대한 이익을 얻을 수 있었기 때문이다.

## 생애
반복창은 12세 나이로 미두시장에서 명성을 날리던 일본인 아라키의 집에 들어왔다. 아라키는 1886년 인천의 미두 시장이 열리자 미두 중매점을 차려 거래를 대행하거나, 직접 사고팔아 부를 축적했다. 아카리의 하인으로 일하던 반복창은 2년 후 아라키의 중매점 요비코가 되었다. 요비코란 중매점에 모인 미두꾼들에게 인천과 일본 오사카의 미두 시세를 전달하는 일을 하는 사람을 말한다. 미두 시세는 날씨, 거래량, 농사의 풍흉 등에 영향을 받았지만, 조선의 최대 쌀 소비지는 일본이었기 때문에 오사카 도지마 시장의 시세에 가장 민감하게 반응한 것이 인천 미두시장이었다. 당시 인천과 오사카 사이에는 전화 선이 연결되어 있지 않아 전보를 통해 시세를 전달했다. 이 시세를 미두꾼들에게 전달했던 역할을 하던것이 요비코였다. 일확천금을 노리는 미두꾼들에게 시세를 외치고 다니던 소년 반복창은 언젠가 자신도 미두로 큰 돈을 벌겠다는 포부를 갖게 된다.
1918년 19살의 반복창은 중매점의 시장대리인으로 발탁되어 신분이 상승하게 된다. 반복창이 시장 대리인으로 데뷔한지 4년 후 1차 세계대전이 끝났다. 일본은 종전으로 전후 복구 사업으로 대호황을 맞게 된다. 이로 인해 소득이 늘어나 쌀의 소비가 늘었고, 가을 흉년으로 쌀값이 폭등하게 되자, 미두시장의 시세는 들썩이기 시작했다. 투기꾼들은 돈을 벌기 위해 인천 미두시장으로 몰려들었다. 쌀값의 변동폭이 중요한 선물 시장인 미두시장은 미두의 최소 거래량이 100석이었는데 하루 시세가 10원씩만 오르내려도 오늘날 시세로 하루에 1억씩의 이익 또는 손해가 났을 정도로 가격 변동폭이 컸던 것이다.이렇게 미두 시세의 변동폭이 커지자, 전국에서 미두꾼들이 몰려들었고 미두시장은 호황을 맞게 된다. 아라키는 쌀값이 폭등할 것이라 예상하여 투기적으로 매수했다. 그러나 예상과 달리 쌀값은 오르지 않았고 아라키는 손해를 보게 된다. 아라키는 한 번에 만회하기 위해 주위에서 돈을 끌어들였고, 미두 취인소에 증거금을 내지 않고 180만원 어치의 쌀을 매수했으나, 예측은 빗나간다. 더 이상 빚을 감당할 수 없던 아라키는 인천 미두시장에서 부도를 낸 후 일본으로 도망을 가게된다. 아라키의 신용을 믿고 거래했던 미두시장도 타격을 입어 폐쇄하게 된다. 그에 따라 반복창도 실업자가 되어 시름에 빠지게 된다. 그러나 석 달 후 조선총독부는 자본금을 100만원으로 늘려 미두시장을 다시 개장했다.
미두시장 개장 소식에 다시 미두꾼들이 몰려들었고 반복창도 자신의 재산 500원 가량으로 미두시장에 뛰어든다. 반복창은 미두 중매점에서 쌓은 노하우로 인해 승승장구하고 큰 수익을 올리게 된다. 반복창은 단 한 번의 거래로 18만원(현재 시세 약 180억원) 가량의 돈을 벌어들이는가 하면,정확히 쌀 시세를 예측하여 그의 재산은 40만원(현재 시세 약 400억원)으로 늘었다. 반복창이 미두로 거부가 되었다는 소문이 퍼져나갔고 그를 '미두신'이라고 부르며 따르는 미두꾼들이 생겨났다. 반복창이 미두시장에 나타났다는 소식만으로 가격이 오르내릴정도로 그의 영향력과 명성은 막강했다.
당시 21살의 청년 반복창은 미두 시장에 뛰어든지 1년만에 조선뿐 아니라 일본에까지 미두계의 패왕으로 이름을 떨치게 된다. 이 돈으로 인천 외리 바다가 보이는 경동사거리 동쪽 100미터 가량의 위치에 있는 명당자리에 400평의 집터를 사고 20만원을 들여 조선에서 가장 크고 화려한 서양식 저택을 지을 계획을 세웠다.
1921년 4월, 반복창은 김후동과 조선 호텔에서 초호화 결혼식을 올렸다. 김후동은 여고보를 졸업한 신여성 미의 여신으로 추앙받을만큼 명성이 자자했다. 부러울것 없던 반복창은 그러나 1922년부터 예측하던 미두 시세가 자꾸 빗나가 손해를 보게 된다. 손해를 만회하기 위해 투기적으로 거래를 하게 되지만 계속 실패하고 불과 2년만에 전재산을 탕진하고, 아내와 이혼하고 사기사건에 휘말리는등 시련을 겪어 정신적 고통으로 인해 서른살의 나이로 중풍에 걸려 반신불수에 이르게 된다.
반복창이 전재산을 탕진하게 된 데에는 일본의 영향이 있었다. 조선의 쌀, 콩 등의 수탈과 미가조정을 쉽게 하기 위해 미두시장을 설립한 일본은 조선인들의 돈을 합법적으로 빼앗아 갈 수 있도록 미두시장을 이용했던 것이다. 반복창이 크게 돈을 벌자 제 2의 반복창을 꿈꾸며 미두시장에 돈을 쏟아 부은 수많은 조선인의 돈도 일본이 모두 쓸어간 것이다. 몰락 후에도 반복창은 미련을 버리지 못해 푼돈으로 쌀값의 등락을 알아맞추는 합백에 빠져 살다가 정신마저 이상해져 10년 동안 비참한 삶을 살다가 40세의 나이로 세상을 떠나게 된다. 반복창의 흥망성쇠가 되었던 미두시장은 반복창이 죽고 난 뒤 20일 후에 역사 속으로 사라졌다.

## 관련 서적
- 《럭키경성 樂喜京城 : 근대 조선을 들썩인 투기 열풍과 노블레스 오블리주》전봉관 저, 살림출판사, 2007년 7월 16일, ISBN 9788952206664